# 존 호이트
존 호이트(John Hoyt, 1905년 10월 5일 ~ 1991년 9월 15일)는 미국의 각본가, 교사, 연극 배우, 영화배우, 텔레비전 배우, 영화 프로듀서, 배우이다.

## 영화
- 오 마이 갓 (2009년)
- 멀베리 스트리트 (2006년)
- 칼리토 (1993년)
- 천국의 문(영어판) (1979년)
- 네로 울프 (1977년)
- 혹성탈출 - TV 시리즈 (1974년) - 바로우 역
- 플래시 고든 (1974년)
- 비밀지령 (1968년)
- 타임 터널 (1966년)
- 악마 계곡의 혈투 (1966년)
- 투 원 어 길러틴 (1965년)
- 호간의 영웅들 (1965년)
- 겟 스마트 (1965년)
- 서부를 향해 달려라 (1965년)
- 스타 트렉 (1965년)
- 첩보원 0011 (1964년)
- 몬스터 가족 (1964년)
- 제3의 눈 (1963년)
- X-레이 눈을 가진 사나이 (1963년)
- 클레오파트라 (1963년)
- 스파타커스 (1960년) - 카이우스 역
- 추격 (1959년)
- 보난자 (1959년)
- 네버 소 퓨 (1959년)
- 서부의 파라딘 (1957년)
- 페리 메이슨 (1957년)
- 바디 페이스 넬슨 (1957년)
- 포에버 다링 (1956년)
- 징기스칸 (1956년)
- 딜론 보안관 (1955년)
- 문프릿 (1955년)
- 걸 인 더 레드 벨벳 스윙 (1955년)
- 심판 (1955년)
- 폭력 교실 (1955년)
- 카사노바의 빅 나이트 (1954년)
- 데지레 (1954년)
- 황태자의 첫사랑 (1954년)
- 줄리어스 시저 (1953년)
- 로스트 컨티넌트 (1951년)
- 사막의 여우 (1951년)
- 세계가 충돌할 때 (1951년)
- 더 로우리스 (1950년)
- 트랩트 (1949년)
- 진 호크의 정체 (1948년)
- 잔인한 힘 (1947년)
- 마이 페이버릿 브뤼넷 (1947년)